# Dysphania andamana
Dysphania andamana är en fjärilsart som beskrevs av Moore 1887. Dysphania andamana ingår i släktet Dysphania och familjen mätare. Inga underarter finns listade i Catalogue of Life.